# Umbaúba (ort)
Umbaúba är en ort i Brasilien.   Den ligger i kommunen Umbaúba och delstaten Sergipe, i den östra delen av landet, 1 200 km öster om huvudstaden Brasília. Umbaúba ligger 142 meter över havet och antalet invånare är 12 880.
Terrängen runt Umbaúba är platt. Närmaste större samhälle är Itabaianinha, 18,8 km nordväst om Umbaúba.
Omgivningarna runt Umbaúba är en mosaik av jordbruksmark och naturlig växtlighet. Runt Umbaúba är det ganska tätbefolkat, med 166 invånare per kvadratkilometer.